# Grupo de Forcados Amadores de Coruche
O Grupo de Forcados Amadores de Coruche é um grupo de forcados fundado a 24 de Junho de 1971. A Vila Ribatejana de Coruche, no Vale do Rio Sorraia, tem uma antiga tradição tauromáquica. Os Amadores de Coruche tiveram como Cabo fundador João Costa Pereira e estrearam-se na Praça de Toiros das Caldas da Rainha em 1971. O Cabo actual, José Tomás, assumiu a liderança do Grupo a 17 de Agosto de 2016.

## História
O Cabo fundador do Grupo foi João Costa Pereira. Os forcados fundadores eram todos naturais ou residente em Coruche: Joaquim de Sousa, António Manuel Roberto, Luís Tomaz, Vital Malta, Jorge Gomes, Afonso Grilo, António João, Alberto Caçador, João Felismino e Victor Tomaz.
A estreia do grupo decorreu a 24 de Junho de 1971 na Praça de Toiros das Caldas da Rainha. Numa corrida nocturna com toiros d ganadaria de João Gregório (da Azinhaga), actuaram os cavaleiros José Mestre Baptista, José Barahona Núncio e Luís Miguel da Veiga. Os estreantes forcados de Coruche alternaram com os Amadores do Montijo liderados por António Sérgio. A primeira pega dos Amadores de Coruche foi concretizada por Manuel António Roberto.
A apresentação na terra natal decorreu nas tradicionais Festas em honra de Nossa Senhora do Castelo, a 17 de Agosto de 1971. Desde então é tradição o grupo pegar em solitário os 6 toiros dessa corrida anual, a mais importante do calendário tauromáquico de Coruche.
A 12 de Junho de 1973 o Grupo de Coruche estreia-se no Campo Pequeno. Alternando com os Forcados de Montemor-o-Novo e Évora, os Amadores de Coruche efectuaram a melhor pega da noite. 
Em 1974 o Grupo fez a sua apresentação na Monumental de Santarém, sendo distinguido com o prémio para a melhor pega da Feira, pela pega concretizada por António Manuel Roberto, o forcado que em 1971 tinha pegado o primeiro touro do grupo nas Caldas da Rainha.
É com Jesuíno Mesquita, que chefiou o grupo entre 1992 e 2001, que o grupo passa por uma das suas melhores fases, tornando-se num dos principais grupos de forcados em Portugal. Em 1997 o grupo pega sete corridas de seis toiros – três em França e quatro em Portugal.
Ao longo da sua história o Grupo conta também com actuações no estrangeiro: Espanha, França, Estados Unidos da América (Califórnia) e no Canadá.
O actual Cabo é, desde 17 de Agosto de 2016, José Tomás, filho do forcado fundador e antigo Cabo Vítor Tomás.

## Cabos
1. João Costa Pereira (1971–1973)
2. José Tadeia (1973–1975)
3. António Tabacão (1975–1978)
4. Francisco Tomás (1978–1985)
5. Alberto Simões (1985–1986)
6. Vítor Tomás (1987–1990)
7. José Ribeiro da Cunha (1990–1992)
8. Jesuíno Mesquita (1992–2001)
9. Amorim Ribeiro Lopes (2001–2016)
10. José Tomás (2016–presente)